# Typhlodromus fleschneri
Typhlodromus fleschneri är en spindeldjursart som beskrevs av Chant 1960. Typhlodromus fleschneri ingår i släktet Typhlodromus och familjen Phytoseiidae. Inga underarter finns listade i Catalogue of Life.